# Guldfulvetta
Guldfulvetta (Lioparus chrysotis) är en mycket liten färgglad asiatisk fågel som numera placeras i familjen papegojnäbbar inom ordningen tättingar.

## Kännetecken

### Utseende
Guldfulvettan är en liten (10-11,5 cm) och bjärt färgad fågel tecknad i guldgult, silvergrått och svart. Ovansidan är svartgrå med silvergrå örontäckare, medan den är orangegul på undersidan samt i inslag i vingarna och på de yttersta stjärtpennorna. Olika populationer skiljer sig något åt vad gäller teckningen i ansiktet, där den västliga nominatformen har grå hjässa och strupe, de i Vietnam (robsoni) istället med gul strupe, olivtonad hjässa och örontäckare och gult kring ögat, medan övriga underarter har ett tydligt vitt streck på svartaktig hjässa samt svart strupe.

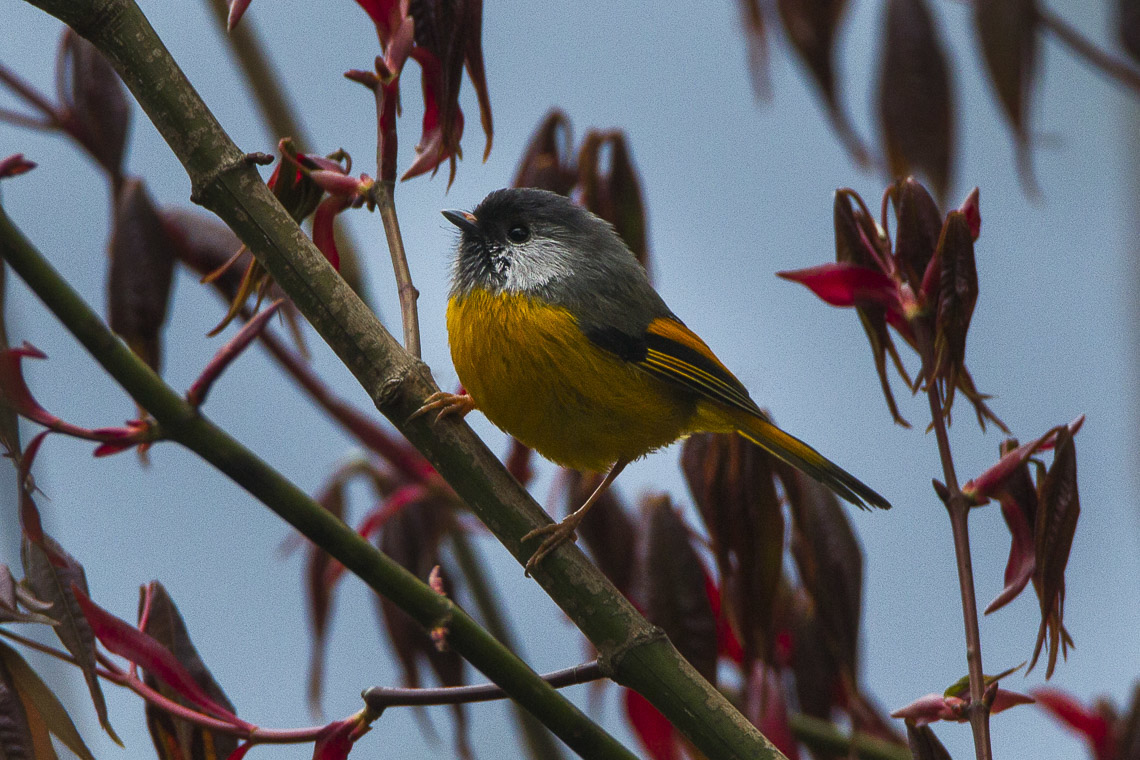
Guldfulvetta i Bhutan.

### Läten
Sången är en rätt snabb, mycket tunn och genomträngande serie med fem toner: "si-si-si-si-suu". Bland lätena hörs ett kvittrande "quititit".

## Utbredning och systematik
Guldfulvettan delas upp i sex underarter med följande utbredning:
- Lioparus chrysotis chrysotis – Himalaya (östra Nepal till Sikkim, Bhutan och östra Assam)
- Lioparus chrysotis albilineatus – bergsskogar i södra Assam (söder om Brahmaputra)
- Lioparus chrysotis forresti – nordöstra Myanmar till södra Kina (nordvästra Yunnan)
- Lioparus chrysotis amoenus – södra Kina (sydöstra Yunnan) och nordvästra Tonkin
- Lioparus chrysotis robsoni – centrala Vietnam (Berget Ngoc Linh i provinsen Kon Tum)
- Lioparus chrysotis swinhoii – södra Kina (södra Shaanxi, centrala Sichuan, nordöstra Yunnan och nordvästra Guangxi)

### Familjetillhörighet
Tidigare behandlades arten som en medlem av familjen timalior. DNA-studier visar dock att den tillhör en grupp små tättingar bestående av papegojnäbbar (Conostoma samt det numera uppdelade släktet Paradoxornis), den amerikanska arten messmyg, de tidigare cistikolorna i Rhopophilus samt en handfull släkten som tidigare också ansågs vara timalior (Myzornis, Chrysomma och Moupinia). Denna grupp är i sin tur närmast släkt med sylvior i Sylviidae och har tidigare inkluderats i den familjen. Enligt sentida studier skilde sig dock de båda grupperna sig åt för hela cirka 19 miljoner år sedan, varför tongivande International Ornithological Congress (IOC) numera urskilt dem till en egen familj, Paradoxornithidae. Denna linje följs här.

### Släktestillhörighet
Guldfulvetta placeras som enda art i släktet Lioparus. Tidigare placerades arten i släktet Alcippe, men DNA-studier visar att arterna i Alcippe endast är avlägset släkt med varandra. Avståndet är så stort att de nu delats upp i fyra släkten fördelade på tre olika familjer: Fulvetta och Lioparus i Paradoxornithidae, Schoeniparus i marktimaliorna (Pellorneidae) och Alcippe i begränsad mening i fnittertrastarna (Leiothrichidae) eller i egna familjen Alcippeidae. Guldfulvettan utgör en helt egen utvecklingslinje, systerart till en grupp med alla övriga arter i släktena Fulvetta, men även alla papegojnäbbar och messmyg samt de båda släktena Chrysomma och Rhopophilus.

## Levnadssätt
Guldfulvettan återfinns i bergstrakter mellan 1100 och 3050 meters höjd där den förekommer i undervegetation, mestadels bestående av bambu, i och intill tempererade skogar. Den ses i par eller större artblandade flockar, akrobatiskt födosökande efter insekter, små bär och frukt. Den häckar mellan maj och juni i Indien, april-juni i Myanmar och Kina. Den bygger ett skål- eller kupolformat bo med sidoingång som placeras långt i en buske, fyra decimeter till en meter ovan mark, vari den lägger tre till fem rosa- eller vitaktiga lätt brunfläckade ägg.

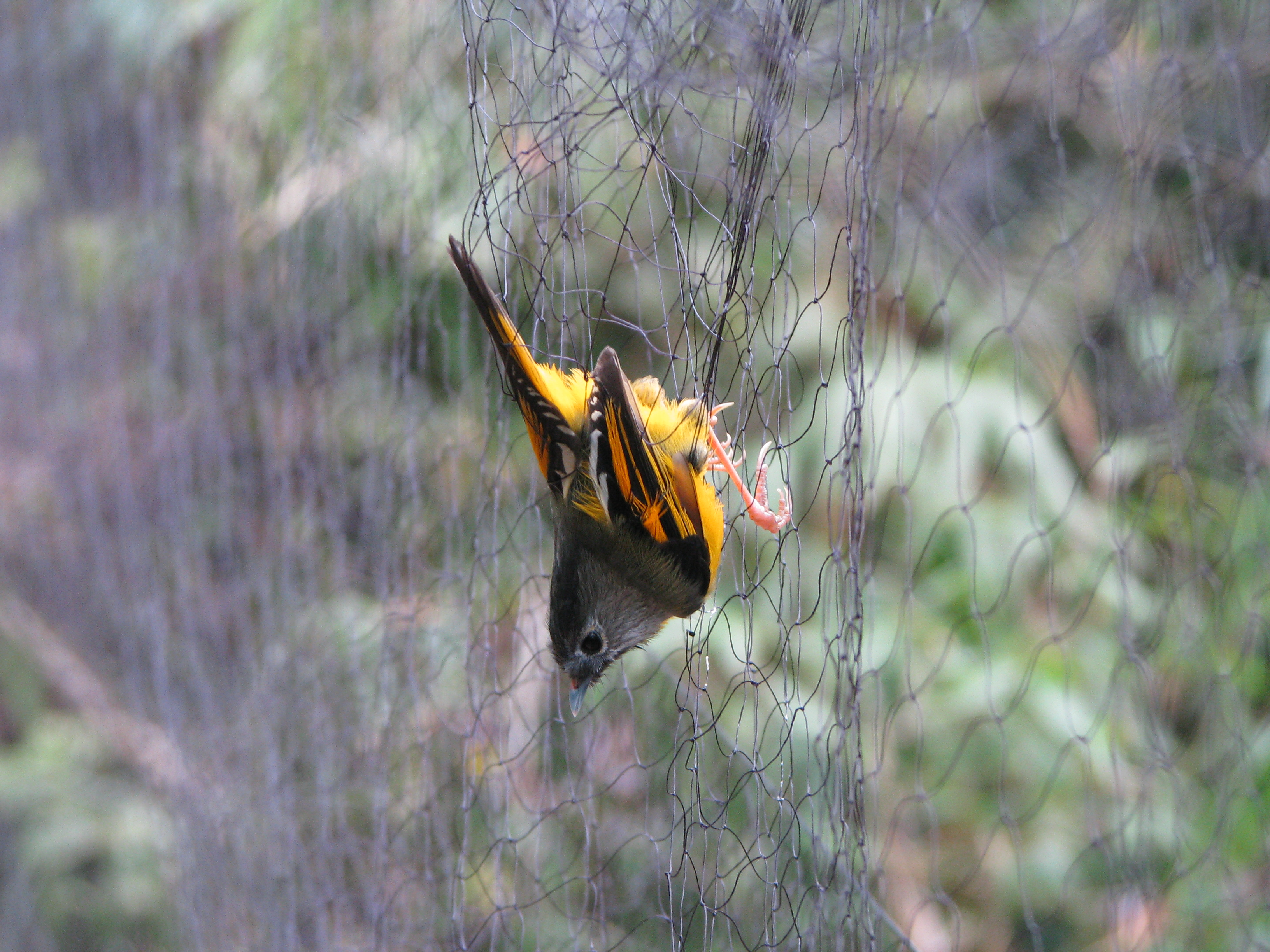
Guldfulvetta fångad i nät för ringmärkning.

## Status och hot
Arten har ett stort utbredningsområde och en stor population, men tros minska i antal till följd av habitatförstörelse och fragmentering, dock inte tillräckligt kraftigt för att den ska betraktas som hotad. Internationella naturvårdsunionen IUCN kategoriserar därför arten som livskraftig (LC). Världspopulationen har inte uppskattats men den beskrivs som ganska vanlig till vanlig.

## Namn
Fulvetta är diminutiv av latinska fulvus, "gulbrun", det vill säga "den lilla gulbruna".